# スカッとゴルフ パンヤ
『スカッとゴルフ パンヤ』（PangYa）は、韓国のNtreev Soft（エントリーブソフト）が開発した、オンラインゴルフゲーム『PangYa』の日本版、およびこれを原作とするメディアミックス作品群の総称。

## 概要
日本版においてはGMOゲームポット （GMO Gamepot）が運営していた。
かつては中国・台湾・タイ・インドネシア・ブラジル・フィリピン・シンガポール・ヨーロッパ・アメリカでもサービスが行われていたが、稼働率や課金率の不振により終了している。
韓国も2016年7月21日にサービス終了を発表した。日本版も2017年11月10日12時をもってサービスが終了した。
最後まで稼働していたタイ版が2024年4月24時をもってサービスを終了し、すべての国におけるサービス提供が終了した。

## プレイ環境

### アカウント
アカウントは公式サイトで取得した。その他オンラインゲームサイト（ハンゲームなど）からも取得は可能だったが、一部特典（GP課金キャンペーンなど）を受けられないケースがあった。

### 不正対策
悪質なユーザによるチートツールや改竄したクライアントプログラムなどを使用した不正行為の対策としてゲームガード (GG) システムが導入されていた。
- 2004年 - 「HackShield」 (AhnLab HackShield for Online Game)[2]と呼ばれるシステムを導入。
- 2006年 -  セキュリティを強化するため代替システムとしてテクノブラッド社の「nProtect GameGuard」というオンラインゲームセキュリティを導入した[3]。
- 2009年3月10日 - 新ゲームガード「gpp.dll」 を導入。
- 2010年3月11日 - 他国とのゲームセキュリティの統一などを理由に再度「nProtect GameGuard」に変更。

### メンテナンス
定期メンテナンス日は、毎週木曜日の10:00 - 16:00予定で実施されていた。
自社都合の「システムおよび通信機器などのメンテナンス」および「大型アップデート」実施はこれに該当しない為、前日やアナウンス記事の日時に行われる。また致命的な不具合など緊急を要する際は、アナウンス記事やゲーム内ポップアップウインドウで発表され、臨時メンテナンスが行われた。
いずれの場合でも共通して作業中はゲームサーバーへの通信が遮断する為、ゲーム起動が出来なかった。
また、自社通信システム関連がメンテナンス時はWEBサイト全般か一部の利用が出来ない場合もあった。更に緊急を要するメンテナンス時は制限を設け、利用不可能のシステムがWEBやゲーム内で発生した。

### メールマガジン
次回アップデート内容の予告やアンケートなどが記載されたメールマガジンが例外を除いて毎週火曜日に配信されていた。

### 歴史

#### 日本版の経歴
ゲームシステムの変更、実装、イベント等の経歴について記述。コース実装日、キャラクター実装日については各項目を参照。
- 2004年（平成16年）
  - 6月18日 - 「GAME on フレッツ」内で先行βテスト開始[4]
  - 8月9日  - 「クライアントダウンロード」開始
  - 8月13日 - 「オープンβ」開始
  - 10月28日 - 「ハックシールド」導入
  - 11月11日 - スカッとゴルフ パンヤ 正式サービス開始[5]
- 2005年（平成17年）
  - 1月20日
    - 「ファミリーモード」実装[6]
    - 「大会受賞システム」実装

  - 4月28日
    - 「ラダーモード」実装
    - 「ガチャッとポンタ」実装[7]

  - 5月27日 - パッケージ版「はじめてキット」発売
  - 8月11日 - 「クラブシステム」実装[8]
  - 9月29日
    - 「スカッとゴルフ パンヤ Season2」実装[9]
    - 「第1回PJC」決勝開催

  - 10月20日 - ガチャッとポンタ レアアイテム変更に伴い「アンダーソン（マスコット）」実装　[Ver3.02a1]
  - 11月30日 - 累計100万アカウント突破[10]
- 2006年（平成18年）
  - 1月26日 - 「パンヤ検定」実装[11]
  - 3月30日 - 「nProtect GameGuard」導入
  - 6月6日  - 「クラブマッチ」実装
  - 8月7日  - 「パンヤMobile」配信開始[12]
  - 9月14日 - 「ガチャッとポンタPP」実装[13]
  - 11月30日 - 「スカッとゴルフ パンヤ Season3 -Revolution-」正式サービス開始[14]、累計150万アカウント突破
- 2007年（平成19年）
  - 1月19日 - パッケージ版「まるごとキット」発売
  - 4月19日 - 「Windows Vista（32ビット版）」正式対応[15]
  - 9月29日 - 「第2回PJC」決勝開催
  - 8月30日 - 「クラブチャット」実装[16]
  - 12月14日 - パッケージ版「よくばりキット」発売[17]
  - 12月16日 - 「第3回PJC」決勝、「PJC2007グランプリ」開催
- 2008年（平成20年）
  - 5月5日 - 「第4回PJC」・「第1回PJCスピーダー」決勝開催
  - 6月19日 - 累計200万アカウント突破[18]
  - 8月6日 - 「スカッとゴルフ パンヤ Season4 オープンベータテスト」告知[19]
  - 8月8日 - 「第1回　スカッとゴルフ パンヤ Season4 オープンベータテスト」開催
  - 8月9日 - 「第2回　スカッとゴルフ パンヤ Season4 オープンベータテスト」開催
  - 8月10日 - 「第3回　スカッとゴルフ パンヤ Season4 オープンベータテスト」開催
  - 8月22日 - 「スカッとゴルフ パンヤ Season4 -Delight-」正式サービス開始[20]
    - 「セルフデザイン」実装
    - 「スペシャルショット失敗でも、弾道がズレて発動する」仕様改定
    - アイテムドロップ廃止に伴い「トレジャーハント形式」へ仕様改定

  - 10月31日 - 「パンヤムービーカップ2008」開催
  - 12月14日 - 「PJC2008グランプリ」・「第2回PJCスピーダー」決勝開催
- 2009年（平成21年）
  - 2月12日 - 「クーのハッピーパーティ」開催[21]
  - 3月10日 - 「nProtect GameGuard」の後継セキュリティソフトを導入
  - 3月26日 - 「カードホリックシステム」実装（カードパックVol.1・ゴールドカードチケット・シルバーカードチケット・ブロンズカードチケット）[22]
  - 7月9日 - 「タイムブースター、ティッキーレポートスクロール」実装[23]
  - 8月13日 - オフラインイベント「戦国パンヤ　天下統一戦　予選」開催
  - 8月26日 - 「ナチュラルサーバー」実装[24]
  - 8月29日 - オフラインイベント「戦国パンヤ　天下統一戦　決勝戦」開催
  - 9月17日 - 「第2回 PJCワールドツアー」エントリー開始
    - 「称号システム」実装[25]
    - 「パンヤ検定」終了

  - 10月1日 - アートディレクターのSeeD（朴正勳）逝去[26][27]
  - 10月8日 - 「カットインシステム」実装[28]
  - 10月15日 - 第2弾「称号」アイテム実装[29]
  - 10月22日 - 「Windows 7（32ビット版）」正式対応[30]
  - 10月29日 - 「Windows Vista、Windows 7（各64ビット版）」正式対応
  - 11月11日 - HanbitSoftとの契約満了により、Ntreev Softの単独運営に移行
  - 12月10日 - 「セルフデザインショップ」実装[31]
  - 12月13日 - 「PJC2009グランプリ」・「第3回PJCスピーダー」決勝開催
- 2010年（平成22年）
  - 1月7日 - 「特別賞報酬システム」実装[32]
  - 1月14日 - 「真冬のパンヤ大運動会」開催[33]
  - 3月10日 - 「nProtect GameGuard」再導入
  - 8月29日 - 「第5回PJC」決勝開催
  - 10月21日 - 「ティッキーのポイントショップ」実装[34]
  - 12月11日 - 「Pangya World Championship」日本代表決定戦開催
- 2011年（平成23年）
  - 1月22日 - 「Pangya World Championship」開催
  - 4月8日 - シーズン5にあたる「スカッとゴルフ パンヤ UNITED」正式サービス開始[注 4][35]
    - 「Season」表記を廃止
    - 「打球後のアズテック弾道エフェクト表示」へ改定
    - 「スペシャルシャッフルモード」実装
    - キャディ改定を行い「キャディアップグレード」実装
    - 「レンタル衣装」実装
    - 「初心者システムリニューアル」実装
    - 「第2弾カードホリックシステム」実装（カードパックVol.2）

  - 4月14日 - WEBショップに「ハローキティショップ」開催[36]
  - 7月21日 - 「Silvia Cannon」キャノン砲の調整[37]
  - 10月13日 - グラフィックエンジンアップグレード実施[38]
  - 10月27日 - 新コース「Wiz City」実装に連動し『スピンキューブ』実装
  - 12月8日 - 「オープンドスピンキューブ活用方法」実装
- 2012年（平成24年）
  - 1月14日 - 「Pangya World Championship 2012」開催
  - 5月31日 - シーズン6にあたる「スカッとゴルフ パンヤ Tomahawk」正式サービス開始[39]
    - 大型アップデート実装に伴い「ファミリーモード」廃止
    - 「シングルプレイモード」実装
    - 「ホールインワンバトル」実装
    - 「第3弾カードホリックシステム」実装（カードパックVol.3・プラチナカードチケット）
    - システム改定およびアイテム追加（エアノート・チップインプレイチケット・セーフティー＆サイレント）
    - エントランスリニューアルに伴い「所持キャラクター4名ランダム表示」　※販促の際は商品込みで4名表示
    - モーションボタンの追加
    - 新規キャラクター選択自由化
    - スペシャルショットコマンドの表示
    - チューターシステムの追加
    - マウスフリー
    - ガチャッとポンタPP自動機能
    - 「大会モード開始人数 4名からスタート可能」へ仕様改定

  - 7月26日 - スピンキューブの所持数制限を「50個」から「100個」に変更[40]
  - 9月21日 - システム改定およびアイテム追加した「スカッとゴルフ パンヤ Power Tomahawk」正式サービス開始[41]
    - 「ホールインワンバトル上級モード」実装
    - 「シングルプレイモードでの繰返し機能」実装
    - 「クラブカードパッチャー」実装
    - 「ワンピース型のセルフデザイン衣装」実装
    - 「新キャディ・アイテム」実装
    - 「初心者用アイテム」の調整
    - 「経験値テーブル」の調整
    - 「ランクアップ特典」の調整
    - 「パンヤショップ内のアイテム表示」の調整
    - 「実装記念イベント開催」（ゾディアックハイウィング・プラチナカードチケット等を抽選）

  - 10月18日 - 「チャレンジカップ」リニューアル[42]
  - 12月27日 - シーズン7にあたる「スカッとゴルフ パンヤ CHALLENGES」正式サービス開始[43]
    - 「やりこみパンヤ」実装
    - 「アーティファクト」実装
    - 「デイリークエスト」実装
    - 「ロロのカード合成屋」実装
    - 「Findボタン検索」実装
    - 「打球バー中央整列・拡大機能」実装
    - 「プレイヤーレベルに応じルーム作成時のデフォルト設定」実装

  - 12月31日 - 「パンヤMobile」と「Postar」の提携サービス廃止[44]
- 2013年（平成25年）
  - 8月2日 - システム改定およびアイテムとコース追加した「スカッとゴルフ パンヤ CHALLENGES」正式サービス開始[45]
    - 「ゴーストモード」廃止[46]
    - ログインプレゼントの「フォーチュンキー」廃止[47]
    - 「第4弾カードホリックシステム」実装（カードパックVol.4）
    - 「クラブセット工房」実装
    - 「パンヤ出席簿」実装
    - 「ログイン時アイテム配布」実装
    - 「新アイテム・システム」実装
- 2014年（平成26年）
  - 3月20日 - シーズン8にあたる「スカッとゴルフ パンヤ GRAND PRIX」正式サービス開始[48]
    - 「グランプリモード」実装
    - ナチュラルサーバー廃止に伴い「ナチュラルモード」実装
    - 各種サーバー構成変更[49]
    - エントランス再リニューアルに伴い「所持キャラクター2名ランダム表示」

  - 4月7日 - 消費税増税対応に伴い「各種CPチャージ額」変更[50]
  - 4月9日 - 推奨環境変更[51]
  - 4月10日 - 「ドルフのメモリアルガチャ」実装[52]
  - 6月19日 - 「新EPアイテム」追加[53]
  - 6月25日 - 「ガチャッとポンタ」システム改定により『10連ガチャ』（一度に10回プレイ）と動作調整および獲得アイテムのラインナップ変更を実装[54]
  - 7月17日 - 「第2回 戦国パンヤ」開催[55]
  - 7月31日 - 次期大型アップデート向け「グラフィックの視覚効果テスト」実施[56]
  - 7月31日 - 「第2回 戦国パンヤ　天下統一戦　予選開始」開催[57]
  - 8月9日 - 「第2回 戦国パンヤ　天下統一戦　代表決定戦」開催[58]
  - 8月23日 - オフラインイベント「第2回 戦国パンヤ　天下統一戦　決勝戦」開催[59]
  - 8月31日 - 全国ネットカフェオープン再開[60]
  - 9月25日 -  シーズン9にあたる「スカッとゴルフ パンヤ FRESH UP」正式サービス開始[61]
    - 「エントランス」メニュー総合化
    - 「キャラクターアイコン」中央に設置し、切り替えはアイコンクリック後に指定キャラクターを決定操作し閉じる事で簡易化
    - 「エントランス」メニュー総合化に伴い、リアルマイルーム「家具類設置」を廃止（但しポスター2種のみ設置可能）
    - 「シングルモード」へ『パンヤを学ぼう』を総合化
    - 「各種機能アイコン」へ『マジックボックス・カード合成・アイテム分解』を総合化
    - 「アイテム分解」実装に伴い、新ポイント「マイレージ（ MTP ）」でアイテムドロップ、合成にて獲得する消費リングや一部のPP・CPアイテム、クラブセット、セルフデザインを変換可能
    - 「MYルーム」へ『キャラクターマスタリー』実装に伴い、一部メニュー改定
    - 「MYルーム　＞　アイテムタブ　＞　クラブセットタブ」へ『クラブ工房アイコン』を設置し一部改定
    - 「パンヤショップ・MYルーム内」にてステータス設定のアイテムアイコンに『ステータス』ラジオボタン追加（オンカーソルで表示）
    - 「MYルーム」へ『金庫アイコン』を総合化に伴い、「ドルフの秘密金庫」メニュー改定
    - 「MYルーム」へ『Findボタン検索』を総合化に伴い、一部メニュー改定
    - 「各種機能アイコン」へ『クエストアイコン』総合化に伴い、デイリークエストメニュー改定
    - 「各種機能アイコン」へ『お知らせアイコン』総合化に伴い、一部メニュー改定
    - 「各種機能アイコン」へ『パンヤセンターアイコン』総合化に伴い、一部メニュー改定
    - 「各種機能アイコン」へ『ガチャッとポンタアイコン』総合化に伴い、一部メニュー改定
    - 「各種機能アイコン」へ『ガチャPPメモリアルアイコン』総合化に伴い、「ガチャッとポンタPP・ドルフのメモリアルガチャ」メニュー総合化
    - 「各種機能アイコン」へ『クラブ（ギルド）アイコン』総合化に伴い、一部メニュー改定し「クラブ（ギルド）・メンバー用の掲示板やメンバー編成画面」が総合化
    - 「各種機能アイコン」へ『ランキングアイコン』総合化に伴い、一部メニュー改定
    - 「各種機能アイコン」へ『やりこみアイコン』総合化に伴い、一部メニュー改定および新ミッション追加
    - 「ナチュラルモード」改定に伴い、『常に風速を数字で表示・風向きが一定の時間経過で変動する仕様』へ改定
    - 「アシストシステム実装」に伴い、『ルーキーFからジュニアAまで』ファーストバウンド・パッティングライン表示（但し以外のランクで使用すると獲得PPが-30%減少した配当　また対象外モードもあり）
    - 「クラブカードパッチャー」が名称変更し、 『ボーナスカードパッチャー』と名称および仕様変更
    - 「カードリムーバー」が仕様変更し、 『1個で1箇所1枚のみ取り外し』と改定
    - 「新ビジュアル」実装に伴い、 『ケンR・エリカR』が実装
    - 「新ビジュアル　ケンR・エリカR」実装に伴い、新規アカウント作成時は新ビジュアル採用（旧ビジュアルでキャラクターメイキング不可能）
    - 「アスペクト比　640 × 480 」を廃止し、『 800 × 600  』がデフォルト値に改定
    - 「大会チームモード」を廃止し、新モード『ショートゲーム』実装
    - 「グラフィック視覚効果」を正式採用し、『設定タブ』へ追加
    - 購入専用の新アイテム「プレミアムチケット（30日）」を実装
- 2017年（平成29年）11月10日 - 日本でのサービス終了[1]

## 料金体系

### ゲーム内での通貨
日本版は「基本料金無料」で終始プレイの際、半永久的に楽しめる仕組みである。ただし、一部の特定アイテムを専用架空通貨（クッキーポイント）で購入する為には『現金（日本円通貨）』を使い、定められた各種決済方法で電磁ポイントへ変換したのち購入可能となるアイテム課金制と、双方を導入した基本システムで提供している。
当初は当時オンラインゲームで一般的であった月課金制が採用され、正式サービスが始まるという発表があったが
正式サービス開始間際になりアイテム課金制に変更された経緯がある。
ゲーム内では以下の2種類の通貨が存在する。
パンポイント (PP)
ゲーム内で（オーバードライブや、指定打数より少なくホールアウトするなどいわゆるご祝儀的なもの）で入手できる。対戦時に相手とスコアが同じだった場合は、その対戦中に取得したPPの量が多い人が上位となる。
クッキーポイント (CP)
現金（日本円）を直接使用し、「プリペイド型の電子マネーを利用」または「各種クレジットカード、携帯電話などを利用」しGMOゲームポットのコンテンツ「パンヤ」で購入・使用する仮想通貨。
CPのレートは1CP=約10円。（各種決済方法により、増税後は内訳などが変更された為。）また3,000円から10,000円までの3種類を、それぞれの購入方法で決済金額に応じた「ボーナスCP」が加算し付与する。更に上記の他に、「ガチャポンタ抽選補助券」が決済後の翌週「定期メンテナンス時」に付与される。
ハンゲームなどの外部サイトからプレイしているユーザーは、各サイトで発行しているポイントを購入してからCPに変換する。レートやボーナス付与の内容は公式サイトと同一。
その他「ピピンポイント」、「イベントポイント」が存在するが、これらに関してはそれぞれの項目を参照。

### アイテムの販売形態
ゲーム内で販売されているアイテムはPPもしくはCPを支払い購入する。アイテムごとにどちらで購入できるかが決められておりPPで購入するものはPPアイテム、CPで購入するものはCPアイテムと呼ばれており、一般的にCPアイテムはPPアイテムよりも利用効果が高く設定されている。
またCPアイテムは決済時に限り、購入したアイテムを自分以外のアカウントに対してプレゼントをする機能がある。

### 市販パッケージ
ゲームプログラムをWEBサイトからダウンロードする代わりに、ソフトウェア販売企画時点で既に公布済みのデーターをCD-ROM1枚に収録した「はじめてキット」・「まるごとキット」・「よくばりキット」の3種類のパッケージソフトが市販した。
また後続として同様にソフトウェア販売企画時点で既に公布済みのデーターをDVD-ROM1枚に収録したパッケージソフトの「きらめきキット」が市販した。
4種類いずれのパッケージもイーフロンティアが販売。
これらのパッケージ各種には購入特典として、ゲーム内で使用できる特定アイテム・装備品、キャラクターが揃っているうえ、特典キャディー「ミンティ（はじめてキット）」・「ウィンクルピピン（まるごとキット）」等や、特典クラブセット・マスコットは「よくばりキット」・「きらめきキット」に付属している。

## ゲームシステム

### 戦い方
既存のゴルフのルールが新しく解釈され、誰でも簡単に楽しめるゴルフゲームとなっており、数種類のキャラクター・クラブセット・キャディなどを購入し、自らの能力を上げることで他のプレイヤーと共に対戦を楽しめる。
ゲーム進行は「対戦モード」「大会モード」「スキンスモード」の3つが主で、その他システム改廃された経時により、「シングルプレイモード」・「スペシャルシャッフルモード」・「ホールインワンバトルモード」・「グランプリモード」がある。

## 戦略的な要素

### 能力値
キャラクターとクラブセットの能力値は、それぞれ個々に5つ設定されている。
双方を調整した合計で基本的な能力値が固定されるが、追加するには各種ある装備品類で補うと能力値を底上げ出来る。
パワー
アズテックを遠くに飛ばす力。ドライバー (1W) の最高飛距離は、「200+パワー×2」ヤード。2Wは1Wの-20Y、3Wは1Wの-40Yとなっている。
ウッド以外の各クラブはパワーをいくつにしても最高飛距離は一定（特殊な装備を除く）。
上げ過ぎるとコントロール・正確度が下がる「ペナルティライン」があり階級によって違いがある。
ルーキーは20超過、ビギナーは21超過と1段階ずつランクアップでペナルティラインが延長する仕組み。
コントロール
数値が高い程、打球バーの移動が遅くなる為パンヤ（ナイスショット）を出しやすくなる。
能力値の最大効果が発揮する値は30までの設定。それ以上の値に底上げすると超過を補う仕組み。
正確度
数値が高い程、ゲージ桃色の部分が広がりミスショット時は打球した軌道のズレ量が出るが決定位置や能力値によるズレ量の差は一切ない。
能力値の最大効果が発揮する値は30までの設定。それ以上の値に底上げすると超過を補う仕組み。
スピン
数値が高い程、ボール起動に高低の変化を掛けて打て、ボールにパワースピンを掛けた際に値の分だけ強くスピンする。
ステータス能力に応じてスピンの強さの調整が可能。
なお、スピンマスタリー使用時にはスピン能力が最大30となる。
能力値の最大効果が発揮する値は30までの設定。それ以上の値に底上げしても効果を得られない仕組み。
カーブ
数値が高い程、ボールにカーブを掛けた時に大きくボールが曲がる。
ステータス能力に応じてカーブの掛かり具合による軌道の変化を調整が可能。
その際、パンヤショット成功せず、ミスショットしピンクゾーン領域で打球・打球位置に傾斜がある所から打った際は「ドローボール（打球が落下直前に失速して、打者の利き腕の反対側にわずかに曲がる）」、もしくは「フェードボール（打球が落下直前に速度を失って、打者の利き腕の側へわずかに曲がる）」となる仕様。
カーブマスタリー使用時にはカーブ能力が最大30となる。
能力値の最大効果が発揮する値は30までの設定。それ以上の値に底上げしても効果を得られない仕組み。
但し、唯一の例外として「パワーカーブ」で打球の際は、飛距離（決定したパワー値）以外は調整が一切不可能で打球する。
またカーブの掛かり具合は30＋α固定で飛ぶ軌道となる。
パワー値以外の各ステータス値を最大値30以上へ、底上げしてもゲーム内で発揮し得られる効果は30までの仕様。
ただし、パワーペナルティ超過分の補填で「コントロール値・正確度値のみ」30以上に底上げするとペナルティ値を減らせる。

### 特殊ショット
特殊ショットを打てる状態にしたのち、ショットゲージ80%以上で飛距離を決定後、戻って来た打球バーが半分以下の位置を過ぎてから特定のコマンドを入力しインパクトゾーンで決定し、パンヤショットを成功すると、コマンド別で様々な特別なショットが打てる。
ただし、Season4以降はパンヤミス（パンミ）時は、特殊ショットは発動するが打点と着弾点など大きくズレて調節が出来ないまま飛ぶ仕様。
パンヤコンボゲージ不要の特殊ショット
パワースピン (Power Spin)
トップスピンなら打点をボールの上側にしてコマンド↑長く押し、バックスピンなら打点をボールの下側にしてコマンド↓長く押す。
打点は1ドットでも中心から離れていればよい。
トップスピンはボールが止まったら前に、バックスピンはボールが停止後に後ろに進む。
また打点変更時トップ側は低弾道で飛び、バック側は高弾道で飛ぶ。
更にトップスピン成功時は水切り（水面を落ちずに跳ねる）の効果を発揮する。
パワーカーブ (Power Curve)
左弧カーブなら打点をボールの左側いっぱいにしてコマンド←長押し。右弧カーブなら打点をボールの右側いっぱいにしてコマンド→長押し。
円の弧を描くような非常に大きいカーブをかける。

パンヤコンボゲージ（Altキー）が必要な特殊ショット
パワースピン・パワーカーブと併用可能。
スーパーパンヤ（Super PangYa）
特殊ショットを打てるアイテム使用か、パンヤコンボゲージを使用したまま最大飛距離でパンヤショット成功すると、使用アイテム・消費パンヤコンボゲージによって飛距離がプラス10Yまたは20Y延長する。
またスピン・カーブを掛けずに、そのまま打つとアズテックが停止するまで飛び、使用したクラブセットの番手で飛ばせる飛距離以上の距離になると配当PP×2倍で加算する。
トマホークショット (Tomahawk)
パワーショット状態でコマンド↑↓（両方とも短く押す）。
一気に打球が高く上がり、放物線を描いて着弾。その後ボールは転がらない（急斜面やコース内のオブジェなどに接触すると、その時点で接触扱いされ効果が無くなる）。
バックスピンと組み合わせてチップイン・ホールインワンを狙うことが多い（トマバック・トマBSと呼ばれる）。
パワーショットを必要とする他の特殊ショットと比較すると風の影響が少なく
アイアンやウェッジでも使用可能であるなど欠点が少ないため特殊ショットの中では一番多用されている。
コブラショット (Cobra)
パワーショット状態でコマンド→↑（両方とも短く押す）。
最初は弾道が低く最後に高くなるショット。トンネルなどの障害物をくぐらせたい時に非常に有効。
長所はラフなどの地形効果が無視され、常に100%でのショットとなる事と、低空飛行中に風の影響をほぼ受けない事。
短所は他の特殊ショットより飛距離がやや劣る事と、ウッドでしか使用できない事と、最後の浮き上がりで風の影響を大きく受ける事。
特に強い向かい風だとかなり押し戻される。
スパイクショット (Spike)
パワーショット状態でコマンド→↓（両方とも短く押す）。
最初は弾道が低く、それから高く上がる。最高到達地点で一旦止まり、そこから一直線に落ちて着弾する。
コブラショットをかなり高くしたような弾道と、トマホークショットのように着弾後に爆発する。
高低差で飛距離が大きく変わるため、予想以上に着弾地点の予測が難しい。
さらに、パンヤミスしたときは非常にぶれるため、OBやミスショットになる危険性が十分ある。そのためプレイヤーの判断力が問われる特殊ショット。
コブラと同様で、ウッドでしか使用できない制約がある。また、上り坂で発動させようとしても、ほぼ確実に失敗する（上昇よりも先に坂に触れ、そこで止まる）。
他には、打球地点と目標地点の高低差があれば、あるほど打ち上げ（目標地点の方が高い位置にある）では飛距離が出ず、飛ばない。
反対に打ち下ろし（目標地点の方が低い位置にある）では落差分だけ飛距離が延長される。
パワートマホークショット（Power Tomahawk）・パワーコブラショット（Power Cobra）・パワースパイクショット（Power Spike）
ダブルパワーショット（Altキー2回）状態で上記のコマンドを入力。通常の特殊ショットよりも飛距離がさらに20Y伸びる。
マーカー打点の上下位置による飛距離への影響
基本的にトマホークとスパイクは、マーカー打点を下へ変更するほど高弾道で飛ぶため飛距離を稼げる。
上記の逆でコブラのみ、マーカー打点を上へ変更するほど低弾道で飛ぶため飛距離を稼げる。
ただし、「コースレイアウトの起伏傾斜・打ち上げ、打ち下ろし・風速、風向き」の6特性を必ず受ける仕様により、シチュエーションで異なる飛距離となるため、ゲーム毎コースごとの状況判断が勝敗・成績へ大きく影響する。
各特殊ショットを併用する場合は「例えばスパイク＋トップスピンをする場合」先にスパイクのコマンドを入力し、続けてスピンコマンドを入力すれば使用可能。
例の場合、→↓（短く押す）に続けて↑（長押し）をする。但し、パンミ・コマンドミスするとスパイクだけ発動となりスピンは掛からない。

### 階級
プレイヤーによってルーキー・ビギナー・ジュニア・シニア・アマチュア・セミプロ・プロ・ナショナルプロ・ワールドプロ・マスター・トップマスター・ワールドマスター・レジェンド・インフィニティレジェンドの14ランクに分けられ、さらにA - E（ルーキーはA - F,ワールドマスター・レジェンド・インフィニティレジェンドはV - I）のレベルに区分される。
階級（ランク）が上がると遊べるモードが増える・購入できるアイテムが増える。パワーの上げ過ぎによる「パワーペナルティ」でコントロール・正確度の減少が1ランク毎に1少なくなる特典がある。またランクがアマチュア以上になると初心者サーバー内へ入れなくなる。
初心者レベルアッププレゼント 2007年5月10日 - 2009年9月24日 （ルーキーFからジュニアAまで）
ジュニアAまでを対象にレベルアップ時に規定のアイテムを獲得できるようになった。
ピピンのパンヤ道場 2009年9月24日 - （ルーキーFからジュニアAまで）
さまざまなクエストクリアすることにより報酬を手に入れられる。

### 称号システム
プレイヤーのレベル欄に称号をつけることができる。
パンヤショップで購入するもの、イベント等で手に入れられるものなどがあり、装着できる条件が設定されているものもあるため様々な称号が存在する。

### カットインシステム
特定の動作（特殊ショットなど）をした時にキャラクターのアニメーションがカットインする。
カットインを出現させるには、キャラクター毎にカットインアイテムを購入し、設定アイコンにあるチェックを入れる必要がある。

### アイテム
勝負を有利に進めたり、華やかに着飾るための様々なアイテムが用意されている。各アイテムの入手方法としては以下の通り。
- パンヤショップでPPまたはCPを支払い購入するか、マイショップ（露店）でPPを支払い購入する
- ガチャッとポンタ・ガチャッとポンタPP・WEBガチャを利用もしくは各種セレクトボックス類・福袋を購入をし獲得する
- 「カディエ先生のマジックボックス」で合成して入手する
- トレジャーハントや大会景品で入手する
- 友達登録の相手などからプレゼント配布でPOSTから受け取る
- 「今日もダメだし ピピン占い」で入手したPPT（ピピンポイント）を使用し交換する
- ログイン時にPOST配布する報酬アイテムで入手する
- 市販のソフトウェア・一部の連動企画が設けられているハードウェアを購入時に、同封のシリアルコードを用いてゲーム内チケットセンターで照合し入手する
- 特定イベント開催時、目標達成し報酬を受け取る

アイテムはマイルームにて閲覧および装備ができる。
他プレイヤー・ゲームポットからのプレゼントや連動アイテム、ガチャっとポンタの景品やピピン占いで取得したアイテムは「POST」に投函される。
また、蓄えたPPおよび制限を受けない収納可能のアイテム限定で「ドルフの秘密金庫」に収納ができる。
クラブセット
クラブセットを交換することにより各能力値の向上を期待できる。
クラブは「CPで購入」・「PPで購入」・「ガチャっとポンタで当選」・「特定の条件で入手」することにより交換できる。
クラブことにスピン能力が高い物があったり、パワー能力が改造しやすいなど各々特性がある。
また、特定のグラブでは家庭用パンヤやVOCALOIDの声優がしゃべる。
実際のゴルフのように自分でクラブを1本ずつ選択することはできず、使用できるクラブはクラブセット毎に固定されている
クラブセットは全て1W - 3W、2I - 9I、PW、SW、PTの14種類が基本で他種は存在しない。
唯一PTのみ10Y（20Y）または20Y（40Y）とシチュエーションによって飛距離が選択可能。
アズテック
ゴルフボールのことを本作品では「アズテック」という。
CP購入アズテック・イベント配布アズテック（PP配当品のみ）を使用した状態でパンヤショットを成功すると、PP獲得する。
援助アイテム
プレイヤーを助けてくれるアイテムが多数ある。
マスコット装備で自動的に効果発揮するタイプと、一部のカードホリックを試合開始前にあらかじめ使用するタイプの2種類がある。
通常は8個まで装備の仕様だが、一部のマスコット（ビリー等）装備時は9個まで装備可能となる。
更に一部のカードホリック（ビリーのかばん）を併用した場合は10個まで装備可能となる。
装備アイテムを事前に選択装備し使用するが、1打につき1つしか使用できない。
PP購入する「神経安定補助剤」・「ラッキーパンヤ補助剤」は成功率が存在し、類似品のCP購入品は失敗しない。
モーション変更アイテム
モーション変更アイテムを装備すると、ティーショット時、アルバトロス・ホールインワン時のモーションが変わる。
また、ショット時にボーナスPPが付与されたり、カップイン時のアイテムドロップ数が2個になるなどの待遇が受けられる。
但し、一部の制限ルールが設けられた場合はモーション変更アイテム・一部のアーティファクトでのドロップ数が加算されない制約もある。
非売品
非売品には初期装備品、現在発売していない（ガチャっとポンタのレアアイテムは除く）もの、PC連動アイテム、クラブランキングでの取得アイテムなどが該当する。
カードホリック
カードを購入し衣装やクラブセットへ装着したり、カード単品を使用する事で多種の特殊効果を得る事ができる。
またカードにはレアアイテムの概念があり、レア度により効果の度合いが優遇されるがマイショップ売買やPOST送信などトレードが不可能の制約がある。
デコレーション
インフォメーションのプロフィール画面において、さまざまなデコレーション（背景・フレーム・シール・スロット・カットイン・称号）を購入し装着することができる。
CPやPPを使用して購入する。また、期間限定・パッケージ限定など現在獲得できないアイテムも存在する。
リアルマイルーム
インフォメーション画面において、自分の部屋を壁紙や家具を購入することにより、装飾することができる。（2014年9月25日に実装した大型アップデートで廃止。但し家具装飾アイテムは、そのまま残る改廃。）
ガチャッとポンタPP
略語・略記は統一されず異なるが「ガチャポンタPP」「ガチャPP」「PPガチャ」などと呼ばれる、ガチャッとポンタのPPプレイ版。
景品はPP販売の消費アイテム、CP販売の一部消費アイテム、ガチャッとポンタPPレアアイテムで構成されており、レアアイテムは特定期間ごとに新しい物プラス前回実装レアアイテムの2弾に変更する。そのため、前々回に実装のレアアイテムは獲得リストから削除するサイクルである。
遊ぶ為には、1プレイ500PP消費、もしくはガチャポンタPPプレイチケットを使用しランダム抽選した1 - 5種類のガチャポン（ドルフボール）が表示し、1つ開封（クリック決定）すると、いずれかの獲得リスト品が各々1 - 3個ランダム獲得するか、あるいはレアアイテムが1個当選する。
また「Tomahawk大型アップデート」から『AUTO機能』が実装され一度に一日100回を自動で抽選するよう、改定した。
抽選途中で所持PP消費・所持チケット消費するとプレイ不可能の為ストップする。またレアアイテム当選の際も「AUTO機能」の特性で、抽選がストップする仕様。
カディエ先生のマジックボックス
特定のアイテムを合成して様々な新しいアイテムに変えることができる。
初級 - 上級・特別と4種類のランクがあり、ランク制限が発生するアイテムもある。
また、特別カテゴリーでは獲得したレアアイテムを合成することにより衣装などを変換できる。
今日もダメ出し ピピン占い
公式サイトにて「ピピン占い」を行うことによりピピンポイント (PPT) を手に入れられ、PPTとアイテムを交換することができる。
PPTの入手は1日1回で「10, 20, 30」のいずれかを獲得。
また毎年8月8日は獲得PPTが通常時の8倍になる。

### サーバー
プレイの目的（ランク、イベントなど）ごとにサーバーが分けられておりプレイヤーの分散化を図っている。
特定サーバーは色付きで分けられている。
＜GRAND PRIXからの構成＞
- ピピンの広場［初心者］（水色） - 初心者サーバー（ルーキー限定［対戦］、シニア以下［対戦］、シニア以下［グランプリ］）
- エリカの広場［対戦］ - 対戦サーバー（対戦チャンネル1、対戦チャンネル2）
- クーの広場［対戦］ - 対戦サーバー（対戦チャンネル1、対戦チャンネル2）
- アリンの広場［大会］ - 大会サーバー（大会チャンネル1、大会チャンネル2）
- ルーシアの広場［大会］ - 大会サーバー（大会チャンネル1、大会チャンネル2）
- セシリアの広場［グランプリ］（水色） - グランプリサーバー（グランプリチャンネル1、グランプリチャンネル2）
- カズの広場［グランプリ］（水色） - グランプリサーバー（グランプリチャンネル1、グランプリチャンネル2）
- ポンタの広場［プライベート］ - プライベートサーバー（プライベート1、プライベート2、プライベート3）
- カレンの広場［クラブ］（緑色） - クラブサーバー（クラブメンバー募集、クラブイベント1、クラブイベント2、クラブマッチ）
- ミンティの広場［イベント］  - イベントサーバー（イベント会場1、イベント会場2、イベント会場3）
- カディエの広場［交流スキンス］（青色） - 交流スキンスサーバー（セルフデザイン販売、フリーマーケット、みんなでチャット、スキンスチャンネル）

また、パンヤジャパンカップやクラブトーナメントマッチなど、大規模イベントが開催される時には特設サーバーが用意される。

### ナチュラルモード
GRAND PRIXからサーバーとしての構成を廃止
風速は色別で3色表示と、風向が一定範囲で常に動き続けるモード。
風速は3色の色分けで「緑・黄・赤」表示かつ小数点第一位までの1.0-3.9m、4.0-6.9m、7.0-9.9mの段階別の範囲で吹く設定。
但し、通常モードと同じくWind Hillの乱気流は9.9m以上に吹き乱れる。
また、Silvia Cannonのキャノン砲発射による風向き変更時は、ホール風向きと異なるキャノン砲の影響による方向変換に加え、更にゲーム開始の度に様々なパターンの角度が加わり変わる仕様。
上記ホール仕様は、ナチュラルモードでも通常モードと共通の仕様である。
風向は他のゲームモード共通でホールインした際に選出された方向から吹くが、通常モードと異なり「ナチュラルモード」では固定せず常に一定範囲を動いているランダム設定の仕様となっている。
通常サーバーの風速・風向き固定の環境よりも判断が難しくなった分、獲得PP・経験値は多い設定である。

### ゲームメニュー
ガチャッとポンタ・ガチャッとポンタPP・カディエ先生のマジックボックスについてはそれぞれの節を参照。
パンヤショップ
CPやPPを使用して購入できるアイテムを販売している。
マイルーム
クラブや衣装などを変更するときはマイルームを使用する。マイルームでは家具や壁紙などインテリアを設置することができる。そのインテリアを使用して、アイテムを精製する事ができる。
その後、2014年9月25日に実装した大型アップデート「FRESH UP」でリアルマイルームが廃止され、装飾品アイテムは残存へ改廃。
ドルフの秘密金庫
収納制限を受けない所有アイテム及び、所持PPを暗証番号付きで保管できる。
ポスト
ピピン占い・チケットセンター・プレゼント機能などで入手・配布したアイテムはPOST内に届けられる。
CPチャージ
仮想通貨「CP」の購入が行える。
ランキング
定期メンテナンス後の各ランキング（スコア・獲得PP・強制終了率・指定コースなど）を閲覧が可能。
パンヤ検定
パンヤのクイズ。2009年9月17日にて終了。
チケットセンター
チケットセンターにおいて、各特典や連動アイテムなどのシリアルコードを入力すると入手できる。

### ゲームモード
チューリアル・対戦モード・大会モード・スキンスモード・クラブ（ギルド）モード・チャットルーム・スペシャルシャッフルモード・ホールインワンバトル・グランプリモードについてはそれぞれの節を参照。

また、シングルプレイモードも用意されているが上記の各種モードと異なる仕様が多々組み込まれた専用モードゆえに強制終了・イベントカウントは対象外モードである。

#### 対戦モード
- ゲームタイプ：個人ストローク、チームマッチ
- 最大人数：2 - 4人
- ホール数：3H、6H、9H、18H
- 制限時間：40秒、60秒、120秒、300秒

※ゲームモード不問で、ルーム設定の制限時間以内で打球しないままホールアウト（1ホール・設定ホール全ての両方で適用）した際、ペナルティとして加算するが、3度も時間切れ・3度も失敗時は「ギブアップ判定」する仕様。
2人から4人で対戦するモード。「個人ストローク」と「チームマッチ」の2種類のゲームタイプ（対戦方法）がある。
個人ストローク
実際のゴルフと同じく、全ホールの総打数が最も少ない人が勝利。同じ場合は、そのホールで得たPPが多い人が勝利。
チームマッチ
2対2もしくは1対1の戦い。1ホール毎に打数の少ないチームが勝利。全ホール終了して勝利数の多いチームが最終的に勝利。
チームマッチは共同プレイのため、アルバトロスの数は記録に残らないがパットミスについてはステータスに反映される。
ホールインワンについては出した人のみ記録に残る。
PPについては表示されているものがそれぞれに加算される。
キャラクターの操作はターン制で参加者の中から1人ずつ行われ、他人（他チーム）のターン中はその操作を終えるまで待つ仕様。
基本的にホールから現在位置まで、残りの距離が一番遠い人（チーム）にターンの権利が与えられる。
但し、ティーショット時など権利者が複数人存在する場合には、以下の内容（番号順）に従い権利者間の優先順位が決定される。
1. 開始ホールの1打目は、待機部屋の入室の順番
2. 次ホールの1打目は、前ホールのスコアの順番となり、同スコアの場合だとPP順となる。
3. ティーショット以外で残り飛距離が小数点以下含めて偶然一致した場合は、現在のホールの開始順

※制限時間はショット時に適用される。時間切れになった場合、そのショットは無効になりペナルティ1打追加される。3回時間切れになる、もしくは3回ギブアップとなった場合は失格。
途中でゲームから退場した場合、ペナルティとして経験値とPPが減少する。
これは大会でも同じ扱いとなる。
また、回線落ちが発生して強制終了された場合・時間切れ失格も途中退場したことにされ、ペナルティの対象になるが
故意では無い接続切れ（サーバーダウン）や、突発的バグ修正対応の為運営側より通信を遮断した場合などに限りペナルティが適用されない場合がある。
退場回数が多いと強制終了率が上昇し、性別アイコンが変化する。
一定回数を超過するとグレー色になり、更に超過し続けると黒色になりアマチュアE以上が装備可能な「天使のはね」が装備できなくなる。
このアイテムが装備可能だった時点から、徐々に強制終了し一定値以上を超過した時点でも装備不可能の取り扱いとなる。
他には、大会でトロフィが獲得対象外などの段階別ペナルティを受ける。

#### 大会モード
- ゲームタイプ：個人戦、ショートゲーム、クラブマッチ
- 最大人数：4 - 30人　（31人以上の250人参加可能の大会はGM［ゲームマスター］のみ開設可能）
- ホール数：9Hまたは18H
- 制限時間：9H大会は15分、20分、25分、30分。
  - 18H大会は個人戦だと35分、40分、45分、50分、55分。
  - チーム戦の場合は30分があり、55分がない。クラブマッチでは9Hは20分、18Hは30分固定である。
  - 18ホールの個人戦30分大会は2009年7月9日に廃止となった。

※ゲームモード不問で、ルーム設定の制限時間以内で打球しないままホールアウト（1ホール・設定ホール全ての両方で適用）した際

　ペナルティとして加算するが、3度も時間切れ・3度も失敗時は「ギブアップ判定」する仕様。
個人戦
最大30人が設定された制限時間内に同時に決められたホール数をまわり上位入賞者にはメダルが、その他各賞を取った人にはアイテムなどがプレゼントされるモード。
なお、10人未満で開催した場合はメダルは授与されない。また、特別賞は4人から授与可能。また、15人以上がホールアウトすれば、メダルが授与される。これはユーザーから苦情が相次いだため、変更となった。
「Tomahawk」からは、非公開にしなくても4人以上から大会を実行できるようになった。
大会モード内ではさらにスコア制限の希望の有無によって分けられておりスコア制限ありのルームでは、masterがスコア制限の他、プレイヤーのレベルによる制限、メダル（特に金）の所有の有無などで参加制限を掛けて参加者を募る場合もある。なお、同点となった場合は獲得PPの多いほうが上位になる。
※大会では1打ずつではなく、プレイ全体に制限時間が設定される。時間切れになった場合は途中終了となり、ホールアウトしていないホールは1H当り規定打数を5打オーバーしたとして計算される。
31人以上の大会は通常の大会と違い、上位に入賞してもトロフィーを獲得することはできないが、経験値や獲得したPPは通常の大会と同様に取得できる。
大会で得られる賞の種類
ベストスピーダー - ボギー以下（オーバーパー以上）を出さずに一番速くホールアウトしたプレイヤー（タイムブースターを使った者は対象外）
ベストランナー - ボギー以下（オーバーパー以上）を出さずに一番総飛距離の長かったプレイヤー
ベストチップイン - 一番長い距離のチップインを決めたプレイヤー
ベストロングパター - 一番長い距離のパットを決めたプレイヤー（ただし、17y以上の記録のみ対象）
ベストリカバリー - 前半9Hの成績と比べて、後半9Hの成績が一番良かったプレイヤー（後半スコア-前半スコアを計算してレベルが低い人から対象）
ラッキー賞 - メダル・他の賞を得られなかったプレイヤーの中からランダムで選ばれる

クラブマッチ
2つのクラブ所属者が参加し個人同士の対戦となる（最小3vs3、最大15vs15）。コースはランダム固定となっており、ホールは通常とシャッフル選択可能である。
ホールインワンバトル
10分間にどれだけホールインワンを入れられるか競うモード。一定人数以上いれば自動的に部屋が設立される。
ホールインワンバトル専用のルールを以下に挙げておく。
- 基本得点1点に加え、以下のボーナスが入る。
  - 1回で入れば1点加算。
  - 特殊ショット使用もしくはコマンド不使用で1点加算。
  - パンヤショット失敗で入れば3点加算。

- パンヤコンボゲージは常に満タンの状態からスタートで、使用しても回復する。
- オートキャリパスが常に装備されている。
- もし入らなくても軌跡が表示されるので、軌道修正すればよい。
- 参加者の中から若干名がアイテムを獲得でき、残り1分を切った際、ビームが金色になるので、このときに入れればジャックポットを獲得できる場合がある。
- 2012年9月20日に上級が実装。中級との違いを下表にまとめた。

|                          | 中級 | 上級 |
| ------------------------ | ---- | ---- |
| 傾斜                     | なし | あり |
| 入るごとに島移動         | なし | あり |
| アイアン・ウェッジの使用 | なし | あり |
| JP獲得時のPP             | 普通 | 多い |
| 獲得できるポイント       | 普通 | 多い |

#### グランプリモード
- ゲームタイプ：個人戦
- 最大人数：30人
- ホール数：9H、18H

※ゲームモード不問（初級・中級・上級・入門クラス・イベント）で、プレイヤー打順の「持ち時間」2分間・3分間の2種類に分かれ

　開始からカウントダウンし、ホールアウト（カップイン）するまでの間に進行しない場合（時間超過・故意に放棄など不問）

　ギブアップカウントとなる仕様。

　また、気随気儘な「ESCキー押し」を行い強制的にゲーム放棄（退室）時は他モード同様に『強制終了率が加算するペナルティ』の仕様。

　特定の条件で1位を目指すモード。

　プレイヤー参加人数が30人に満たない場合は、自動的に「AI（コンピュータープログラム）」が参加し残り参加数まで埋まって30名分の参加になり開始する。

　スピンキュープ・フィールドコインが「一切設置しない仕様」であり、ゲーム終了時の着順で1位・2位・3位のプレイヤーおよびAIが

　表彰式の台上に上がる演出があり、報酬は1位のみ『優勝報酬』と『完走報酬』の双方を受領でき以下の着順は『完走報酬のみ受領』となる。

　尚、仕様として「進行中」表示の開始時刻を過ぎたルームへ『途中参加が出来ない。』　また進行はプログラム側が事前に自動で準備・進行消化するモード。
　※但し、2014年10月23日の定期メンテナンスより開催した「ハロウィンイベント」は特別ルールが適用しイベントアイテムの受領が異なる。
- ［大会種類：上級］　特別ルール1：10秒以内にショットしないとペナルティ +1・ホール2倍
- ［大会種類：上級］　特別ルール2：超強風 10 m 〜 15 m
- ［大会種類：上級］　特別ルール3：特殊ショットするとペナルティ +1
- ［大会種類：上級］　参加条件1：平均打数42以下のプレイヤーのみ参加
- ［大会種類：上級］　参加条件2：エアーナイトセット装備必須

#### スキンスモード
- ゲームタイプ：パンバトル、アプローチミッション
- 最大人数：2 - 4人（パンバトル）；6人、20人、30人（アプローチ）
- ホール数：6H、9H、18H（パンバトル）; 3H、6H、9H（アプローチ）
- 制限時間：40秒、60秒、120秒、300秒（パンバトル）；40秒（アプローチ）

パンバトル
1ホールごとに賞金（PP、以下同様）が設けられており、スコアがいい人にそのPPが付与される言うならば“賭ゴルフ”とも言えるモード。
スコアが同じ場合、そのホールでのPPは次のホールへ持ち越され、（持ち越されたPP+そのホールに割り当てられているPP×持ち越されたホール数）で割り当てPPが決まる。最大8倍。
PPは対戦に負けた相手の所持PPから引かれ、勝者へ付与される。
つまり勝てばPPを得ることができるが、負ければ所持PPが減り最悪の場合0になることもある。
最終ホールが引き分けだった場合、その次のホールがExtra Holeになり
どのプレイヤーが一番カップに寄せることができるかを競い（入れたら負け）、一番寄せたものがPPを獲得できる。
ゲーム終了後、PPが増えた人はそこから5%をパンヤ島に寄付しなければならない。
1打ごとに風向き及び風力が微妙に変化するのも特徴。
アプローチミッション
Season3のアプローチバトルを使用したクエストクリアシステム。ミッションクリアでアイテムが獲得できる。

#### チャットルーム
任意のコース/ホール/入場可能人数を設定することができ、自由に歩き回ったり友達とおしゃべりをしたりすることができる。
また、チャットルームならではの機能としてチャット欄に特殊なコマンドを入力することによりモーションを発生させることができる。
チャット部屋では以下の売買が可能である。
アイテム販売
PPアイテムやガチャッとポンタPPで得たレアアイテム（キャディーを除く）を他人に売却する事できる。ただし、売却時には売却額の5%の手数料が差し引かれる。
セルフデザイン販売
プレイヤーキャラクターが着る衣装を、無地の衣装を購入することにより自分でデザインすることができる。ただし販売できるのはPPで購入した衣装のみ。

#### チュートリアルモード（2種類）
2007年5月10日に「初心者レベルアッププレゼント（初期段階のみ限定クエスト）」が実装。2009年9月24日に「ピピンのパンヤ道場（チュートリアル）」が実装され、2011年4月8日に追加メニューが導入され「ピピンと一緒にパンヤを学ぶ（初級・中級）」が追加された。
のちに「初心者レベルアッププレゼント」は「カディエと一緒に初めてのビンゴ」へ名称変更し、同様に設置場所を2012年12月26日の大型アップデートから変更された。2014年9月25日に実装した大型アップデートから「ピピンと一緒にパンヤを学ぶ（初級・中級）」の設置場所が変更。
概要としてはゲームの操作方法などを、チュートリアル形式で習うモード。クエストクリア方式となっており、目標が達成されるとアイテムを獲得できる。

#### 過去に存在していたモード
ラダーモード
かつてシーズン2に存在したモード。いわゆる「レーティング制度」が付いたゴルフである。
月初めに一定のポイントが与えられ、勝つとポイントが上がり、負けるとポイントが下がる。
月末にそのポイントが高かった人にはスペシャルトロフィー「ラダーマスター」のトロフィーが与えられていた。参考までにラダーモード専用のルールを以下に挙げておく。
- 対戦相手を選択することは出来ない
- 9H / 18Hのみ選択可能
- 制限時間は60秒固定
- （S3時代までの難易度で）☆1コース選択不可（但し、ランダムの場合は☆1が選択されることもある）
- 相手のショット時は上空からの視点に変更不可
- アイテムはラダー専用で支給されるもの以外は使用不可
- 風速非表示
- パワーショット時の場合落下地点はランダム

アプローチバトル
「スキンスモード（パンバトル）」のExtra Holeを抽出したゲームモード。開始時に100PPを供出し、カップに寄せた（入ったらアウト）
プレイヤー上位3名に掛け金の1位6割、2位3割、3位1割の賞金が支払われる。掛け金の5%は胴元のパンヤ島に寄付。
制限時間は40秒。稀に掛け金が2倍、3倍のボーナスホールとなる事があった。
ファミリーモード
- ゲームタイプ：個人ストローク
- 最大人数：2 - 4人
- ホール数：3H、6H、9H、18H
- 制限時間：30秒、40秒、60秒、90秒、無制限

ネットを使った対戦ではなく、1台のパソコンで複数のキャラを操作し対戦するモード。
・1台のパソコンで2人から4人が対戦する。このモードではアイテムを使用しても消費しない。（但しリプレイテープは除く）
・経験値やPPは一切獲得しない。
・リタイヤ（途中退場）してもペナルティ対象外モードの為カウントしない。
・アズテックは消費しない。（少数や期間限定のアズテックを使用しエフェクトを何回も見る活用も可能。
ゴーストシステム
自分や他人のプレイデータと対戦が可能。打ち方などがそのまま再現されるためスコアアップ等の参考にすることができる。
アズテックやパンマスタリーの効果は無いため消費されなく、途中退場してもペナルティはない。同じ人との対戦は1日1回のみ可能。
MapBonus
コース特性による獲得PPの偏りが原因でコース選択の偏りが散見されていること
および各種イベントの目玉としてにてゲーム中で『MapBonus』と銘打つキャンペーンがSeason3から2週に1度実施されていた。（※Season4中盤以降は一度も開催していない。）
獲得したPPの倍数（1.5または2倍）だけ獲得できる期間が発生することがある。
Ice SpaとIce CannonとSilvia Canon以外のコースが対象となる。
チーム戦
赤チームと青チームに分かれ戦う。参加者全員の順位を合計し、少ないチームが勝利。同点の場合は獲得PPが多いほうが勝利。

### コース
日本版では現在19コースが実装されている。コースの概要についてはパンヤシリーズ#登場コースを参照。
- 難易度は★から★★★★★まで「5段階」あり、★の数が多いほど難コースとなる。
- Season3までは「難易度表示が3段階」だったがユーザー意見など加味した結果、見直し調整された。
Season4以降が5段階となった経緯である。
- Season4からは難易度の高いコースほど、対戦時に獲得できる経験値が高いという仕様が取り入れ継続している。
- ルームを作成すると「Master」となり、そのルームの設定（ルームタイトル、パスワード、ゲームタイプ、コース、最大人数、ホール数、制限時間）を自由に設定できる。

#### コース実装日
- 2004年
  - サービス開始当初 - Blue Lagoon, Blue Water, Sepia Wind, Wind Hill
  - 8月13日 - Wiz Wiz
  - 11月25日 - Blue Moon
  - 12月16日 - White Wiz
- 2005年
  - 6月23日 - Silvia Cannon
  - 11月10日 - West Wiz（Season2導入後の新コース）
- 2006年
  - 3月23日 - Shining Sand
  - 7月27日 - Ice Cannon
  - 11月30日 - Deep Inferno（Season3導入後の新コース）
- 2007年
  - 2月22日 - Pink Wind
  - 7月19日 - Ice Spa
- 2008年8月21日 - Lost Seaway（Season4導入後の新コース）
- 2009年9月3日 - Eastern Valley[69]
- 2011年10月27日 - WizCity（UNITED導入後の新コース）
- 2012年2月9日 - Ice Inferno
- 2013年8月1日 - Abbot Mine（CHALLENGES導入後の新コース）
- 2016年7月21日 - Mystic Ruins

#### トレジャーハント
Season4より導入。大会チーム戦以外で各コースのプレイを終了後、アイテムの入った宝箱を取得できる。
コースの総プレイヤー数により取得アイテムの種類や数が変動する。総プレイヤー数が少ない（人気が無い）コースほどトレジャーポイントが溜まりやすい。

#### 気象による変化
実際のゴルフ同様気象の変化を取り入れており、ゲーム内でも気候が変化することがある。

降水時（降雨と降雪）へ天候変更が適用されると獲得したPPは2倍となる。

降水時は現実同様にコース上が濡れている状況のため、摩擦係数が発生し飛距離とボールの転がり低下が再現するゲーム仕様である。

また、季節（梅雨）イベント・降水確率上昇イベント・装備アイテム等の効果による降水・降雪確率の変化やホール数の増加がある。

### クラブ（ギルド）
他のオンラインゲームでいうところの「ギルド」に相当するもの。仲の良いプレイヤー達が集まり、クラブマスターがクラブを作った後メンバーを8人以上集め申請し、後日運営側より規定抵触していなければ正式にクラブとして承認される。
名前の前にクラブのアイコンが表示されるようになり、クラブの懇親を深める大会・対戦・クラブマッチなどが各所で催されている。また、クラブチャット機能もありクラブに所属しているとクラブメンバー全員とチャットをすることも可能。

#### クラブランキング
クラブマッチプレイでの勝敗をクラブランキングとして順位付けしている。上位にランキングするとクラブメンバー全員が限定のクラブセットや装備品の使用が可能になる。
ランキングは毎週のメンテナンス時に更新される。

#### トーナメントマッチ
第4週の金曜日に、選抜されたクラブ同士での「クラブトーナメントマッチ」 (CTM) が開催されていた。またファイナリストになると記念トロフィが授与される。その後トーナメントマッチの優勝チームがGMチームと対戦（エキシビジョンマッチ）し、GMチームに勝利すると降水確率上昇やMapBonusのイベント選択権を取得できる特典も用意されていた。
またCTM開催翌日は終日獲得PPが2倍となる特典もあったが、2013年以降の1年以上はCTMが公式に開催されないまま月日が経つ。

## 登場キャラクター
プレイヤーが操作できる「プレイヤーキャラクター」、アドバイスなどをしてくれる「キャディ」、補助などをしてくれる「マスコット」が登場する。

### プレイヤーキャラクター
プレイヤーキャラクターのプロフィールについてはパンヤシリーズ#登場キャラクターを参照。
プレイヤーの分身となるキャラクター達。
それぞれキャラクターによって初期能力が異なり、専用の装備品が用意されている。
装備品は装備箇所によって上着（パーカーやシャツ）・下着（ズボンやスカート）・靴・アクセサリー（帽子やグローブ・ヘアカラーに分かれている。
アバター感覚で着せ替えを楽しむ事も出来るが装備品の中にはキャラクターの能力を強化してくれるものもあり
ビジュアルを優先するかキャラクターの能力アップを取るかにもプレイヤーの悩み所と楽しみがある。
また自分で衣装のデザインが可能であり、それを装備したり販売することも可能。
開始時に使用できるキャラクターはシステム改定を受け経時した結果、既存のキャラクターから任意で選択が可能となった。
初回のキャラクターメイキング後は、個々にCP（特定の衣装とセット）またはPPで購入する。
特定のクラブを装備しているときにのみ声優によるキャラクターボイスを聴くことができる。
PC版公式サイトでWii版スイングゴルフ パンヤ 2ndショット!の発売前に声優アンケートを取り、プレイヤーキャラの声優はその結果を参考に選出された。
また、2010年より声優陣を入れ替えて、新ボイスクラブが発売される。

#### キャラクター実装日
- 2004年
  - 6月18日 - ケン（クローズドβのキャラクター）
  - 6月18日 - エリカ（クローズドβのキャラクター）
  - 8月26日 - ダイスケ（オープンβ導入後の新キャラクター）
  - 9月22日 - セシリア（オープンβ導入後の新キャラクター）
  - 12月9日 - マックス（Season1導入後の新キャラクター）
- 2005年
  - 2月3日 - クー（Season1導入後の新キャラクター）
  - 7月7日 - アリン（Season1導入後の新キャラクター）
- 2006年
  - 11月30日 - カズ（Season3導入後の新キャラクター）
- 2008年
  - 8月21日 - ルーシア（Season4導入後の新キャラクター）
- 2010年
  - 8月5日 - ネル（Season4導入後の新キャラクター）
- 2012年
  - 12月27日 - スピカ（CHALLENGES導入後の新キャラクター）
- 2014年
  - 9月25日 - ケンR　エリカR（新ビジュアル改定キャラクター）

### キャディ
実際のゴルフ同様、キャディを連れてホールを回ることができる。
キャディはプレイヤーの能力を上昇させゲーム中にアドバイスなどをしてくれる。
キャディの入手方法は、初心者チュートリアルクリア・PPで購入する・CPで購入する・特典や景品として入手するなどがある。
PPで購入するキャディは30日レンタル雇用の為、期間超過後は再雇用しなければ使用不可能となる。
その他「CP購入」・「特典シリアル交換」・「ガチャッとポンタレア」のキャディは1度購入・雇用後は再雇用費は発生せず永久雇用される。
また、CPを払えばキャディアップグレード（レンタル衣装）を着替える事が可能。
但しクロポン・BIGポンタ・すけポン等の一部、初めから設定が無いキャディはキャディアップグレード（レンタル衣装）は用意しておらず
これ等に該当するキャディのみレンタル雇用に含まれない為、永久雇用の扱いとなる。

### マスコット
プレイヤーが連れて歩けるマスコット。入手方法は以下の通り。
- パンヤショップでCPレンタル購入。（期間が過ぎると削除される）
- ピピンポイント（PPT）を使用し、アイテム交換で入手。（期間が過ぎると削除される）
- イベント開催時に目標達成・マジックボックス合成・POST配布など条件を満たして入手。（期間が過ぎると削除される）
- ガチャッとポンタ実装時に当選入手する。（期間満了時はセレクトボックス類へ選出・メモリアルガチャのリストアップ時のいずれかで当選する。）
- WEBガチャ実装の期間内で当選入手する。
- コラボレーション実装の期間内でパンヤショップ購入する。
- 市販パッケージかつ「絶版品」を除いた物を購入し、チケットセンターでシリアルコード照合で入手。

またマスコットボーナス獲得基準および特殊効果があるものは、マスコットごとに異なる。

#### ガチャッとポンタ
通称「ガチャポンタ」「ガチャ」「CPガチャ」など様々なアイテムが手に入るくじ引き（仮想のガチャポン）。
景品はCPで販売されている消費アイテムとガチャッとポンタでしか手に入らない限定品アイテムで構成されており、限定品アイテムは特定期間ごとに新しいものに変更される。
1プレイで「ガチャッとポンタ抽選券」を1枚、もしくは「ガチャポンタ抽選補助券」を10枚を使用し
ランダム選出したアイテムが得られる。
また2014年6月25日の仕様改定により、抽選券9枚を消費し一度に10回分の抽選が可能になった。
抽選結果はレアアイテム・アズテックのみ1種類が当選し、他の設定している消費アイテム類は2種類が抽選される。

## メディアミックス
ゲーム内外で様々なメディアとのコラボレーション企画が実装されており、衣装や装備品アズテックなどの装備品に特徴を凝らしたものが登場する。また、本作品を題材にした番組および作品が発売もしくは公開されている。
なお、他作品のコラボレーションは原則としてゲームポット運営のオンラインゲームのみ記載する。

### 企業
- 明治製菓・サークルKサンクス - サークルKサンクスで発売された同社のチョコレート製品にくじがつき、ゲーム内で使用できる限定アイテム[72]が手に入れられた。
- マイクロソフト - 「Windows Live メッセンジャー」内で同ゲームのアイコンが使用できるサービス[73]や、ゲーム内で登場する限定アイテム[74]が手に入れられた。また、2009年にはMicrosoft Windows 7リリースを記念したアズテック配布が行われた[75]。
- So-net - 運営元のゲームポットがSo-netの連結子会社になったことに伴い[76]、PostPetとのコラボレーション[注 9]も発表された。
- アサヒ飲料・ローソン - ローソンで発売される同社の「三ツ矢サイダー」と同「オールゼロ」、「レモンを搾った三ツ矢サイダー」、「三ツ矢サイダーさわやかぶどう」にくじがつき、ゲーム内で使用できる限定アイテムが手に入れられた[77]。
- ソフマップ - BGMとして「HELLO,SOFMAP WORLD」が選択でき、アズテックの配布や背景などにも登場する。

### 芸能人
アイドル歌手
時東ぁみ - 動画配信や、カツラ、メガネおよび本人が発声するアズテックが限定販売された。また、4周年記念のときにも再版。この際、ルーシアのメガネが追加された。
タレント
三宅梢子 - 公式サイト内インターネットテレビ「パンヤ初心者講座パンヤTV」に登場。
お笑い芸人
様々な芸人の衣装や本人の声が発声するアズテック（ゴルフボール）が限定発売された。
- プリティ長嶋 - 長嶋茂雄の背番号3にちなんで、Season3実装時に限定アズテックが登場した。引き続きSeason4実装時にも登場している。
- 有野晋哉（よゐこ） - オリジナルコンテンツ「有ののへや」において、PR活動をかねた動画番組を展開。
- POISON GIRL BAND - 映像配信ポータルミランカにて、アイドルとのゲーム対決番組「ゲームポットTV」を放送。
- ゴー☆ジャス - Season3のサブタイトルである「-Revolution-」と持ちネタである「君のハートにレボリューション!」にちなんで登場した。最近でもライブ放送にゲストとして多数出演しており、5周年の時には「ゴー」にあやかり、アズテックやデコレーション、さらには称号アイテムやカットインが登場した。

### 漫画
- 高橋留美子作品
  - うる星やつら - 2週間限定で衣装やマスコット等が実装された。
    - 「ラム」（女性キャラクター+ネル専用） - このうち、アリンとルーシアに関しては髪型も再現された。
    - 「テン」（髪型 - 男性キャラクター専用、マスコット）

  - らんま1/2 - 2週間限定で衣装やマスコット等が実装された。
    - 「早乙女乱馬」（ケン専用）
    - 「らんま」（エリカ専用）
    - 「シャンプー」（クー専用）
    - 「響良牙」（カズ専用）
    - 「Pちゃん」（マスコット）

### アニメ
- コードギアス - SFロボットアニメ「コードギアス 反逆のルルーシュ」 - 登場するキャラクターの衣装が順番に実装された。
  - 「ルルーシュ・ランペルージ」（ゼロスーツ [84]・皇帝バージョン[85] - カズ専用、ゼロマスク[86] - 全キャラクター）
  - 「C.C.」（ルーシア専用）[84]
  - 「紅月カレン」（アリン専用）[85]
  - 「枢木スザク」（ケン専用）[87]
  - 「アーニャ・アールストレイム」（クー専用）[87]
  - 「アッシュフォード学園衣装」（全キャラクター）[88]
- 魔法先生ネギま! - 劇場版 魔法先生ネギま! ANIME FINALの公開を記念して登場するキャラクターの衣装が順番に実装された[89]。他作品では『Paperman』『メビウスオンライン』『アルテイルネット』でも実施された。
  - 「ネギ・スプリングフィールド」（ケン専用）
  - 「神楽坂明日菜」（エリカ専用[注 10]）
  - 「エヴァンジェリン・A・K・マクダウェル」（クー専用[注 10]）
  - 「フェイト・アーウェルンクス」（カズ専用）
- 〈物語〉シリーズ - アニメ化を記念して登場するキャラクターの衣装が順番に実装された。他作品では『トキメキファンタジー ラテール』でも実施された。
  - 「阿良々木暦」（カズ専用）
  - 「阿良々木月火」（ネル専用）
  - 「阿良々木火憐」（エリカ専用） - 髪型のうち、サイドテールは再現できなかった。
  - 「戦場ヶ原ひたぎ」（ルーシア専用）
  - 「千石撫子」（ネル専用） - 衣装は普段着とパジャマの2種類がある。
  - 「八九寺真宵」（クー専用）
  - 「ブラック羽川」（アリン専用） - 衣装とアズテックが用意されている。
  - 「神原駿河」（エリカ専用）
  - 「忍野忍」（マスコット）
  - 「貝木泥舟」（カズ専用）
  - 「影縫余弦」（セシリア専用）
  - 「斧乃木余接」（クー専用）
  - 「羽川翼」（アリン専用）
- 侵略!?イカ娘 - イカ娘の衣装と常田鮎美の衣装などが実装された。他作品では『Paperman』でも実施された。
  - 「イカ娘」（女性キャラクター+ネル専用） - このうち、髪形まで再現しているのはアリンとルーシアのみで、再発売実施時にはスピカも加わった。
  - 「常田鮎美」（アリン専用）
  - 「イカ車イヤリング」（ルーシア専用） - 『イカ車』は、「イカ娘の痛車」を意味する。
- 魔法少女まどか☆マギカ - 「劇場版 魔法少女まどか☆マギカ」の公開を記念して、登場するキャラクターの衣装やボイス付きゴルフクラブが販売された。他作品では『トキメキファンタジー ラテール』『Paperman』『狩りともSP』でも実施された。2013年12月にも「[新編] 叛逆の物語」のコラボとして実施し、新アイテムも実装される予定。
  - 「鹿目まどか」（エリカ専用） - 衣装は魔法少女、制服、アルティメットまどかの3種類がある。
  - 「暁美ほむら」（ルーシア専用） - 衣装は魔法少女、制服の2種類がある。その後、リボン付き髪型と眼鏡ほむらが追加された。さらに、叛逆ボックスを開けると一定確率で悪魔ほむらの衣装が出現した。
  - 「巴マミ」（アリン専用） - 同上。
  - 「美樹さやか」（ネル専用） - 同上。
  - 「佐倉杏子」（クー専用） - 衣装は魔法少女、私服の2種類があり、2013年12月には制服が追加された。
  - 「キュゥべえ」（マスコット）
  - 「百江なぎさ」（ネル専用） - 2013年12月に追加された。ネルのロングヘアーは初の試み。
- ビビッドレッド・オペレーション - 登場するキャラクターの衣装やボイス付きゴルフクラブが販売された。他作品では『トリックスター』でも実施された。
  - 「一色あかね」（エリカ専用）
  - 「二葉あおい」（ルーシア専用）
  - 「三枝わかば」（クー専用）
  - 「四宮ひまわり」（アリン専用）
  - 「黒騎れい」（スピカ専用）
  - 「一色健次郎」（マスコット）
  - 「大島北ノ山小中学校ジャージ」（全キャラクター）
- とある科学の超電磁砲S　- 登場するキャラクターの衣装やボイス付きゴルフクラブが販売されている。他作品では『トキメキファンタジー ラテール』『Shadow of Eclipse』『Paperman』も実施された。
  - 「御坂美琴」・「御坂妹」（ルーシア・エリカ専用） - このうちエリカは実装の要望が相次いだため、後に加わった形となった。
  - 「白井黒子」（クー専用）
  - 「初春飾利」（ネル専用）
  - 「佐天涙子」（アリン専用）
  - 「フレンダ＝セイヴェルン」（スピカ専用）
  - 「上条当麻」「一方通行（アクセラレータ）」（アズテック）
  - 「だうー」のセリフ付きフレンダカットイン（全キャラクター） - セリフ付きカットインは初の試み。
- Fate/stay night ［Unlimited Blade Works］ - 登場するキャラクターの衣装やボイス付きゴルフクラブが販売された。
  - 「遠坂凛」（クー専用）
  - 「アーチャー」（カズ専用）
  - 「セイバー」（エリカ専用）
  - 「衛宮士郎」（ケン専用）

### キャラクター
- VOCALOID - クリプトン・フューチャー・メディアのキャラクター・ボーカル・シリーズに登場するキャラクター衣装やゴルフクラブ[90]が実装され限定発売された。他作品では『トキメキファンタジー ラテール』『Paperman』でも実施された。
  - 「初音ミク」（クー[91]専用） - 2009年7月には韓国でも販売され、2011年11月にはアペンド衣装と雪ミク2011も販売され、同年12月には桜ミクが販売された。2014年2月には、雪ミク2014とゲームポットバージョン初音ミクが実装予定。
  - 「鏡音リン・レン」（それぞれエリカ[92]・ケン[93]専用） - 2009年の再発売時にはact.2が実装された[94]。また、2009年7月には韓国でも販売され、2011年11月にはアペンド衣装も販売された。
  - 「巡音ルカ」（衣装 - アリン専用、たこルカ - 全キャラクター）[95]
  - 「KAITO」（カズ専用）[96]
  - 「MEIKO」（セシリア専用）[96]
  - 「咲音メイコ」 （ルーシア専用）[96]
  - 「GUMI」 （ルーシア専用）

### Webサイト
- ピアプロ - ゲームBGMのアレンジ楽曲の募集を行った。

### 楽曲
- ESTi - Season4メインテーマ「Zero Fill Love」、Season3メインテーマ「Revive」、初音ミク・鏡音リン・レンを使用したアレンジ曲を提供。
- ゆにめもP - 「nowhere」を使用したアレンジ曲を作詞。
- yuukiss - 「snowscape」を使用したアレンジ曲を作詞。

### Webコミック
- 『スカッとゴルフ パンヤ 4コマ劇場』 - 公式サイト内で連載されていた。作画は藤島じゅん。ゲーム内での出来事を取り扱っており、新作のアイテムや企画などが題材となっている。

### 書籍
- 『スカッとゴルフ パンヤ』 - アンソロジーコミック。宙出版より2005年3月発売。 ISBN 4-7767-1546-5
- 『スカッとゴルフ パンヤ 4コマKINGDOM』 - 双葉社より2005年4月発売。ISBN 978-4-5759-3935-4
- 『スカッとゴルフ パンヤ 公式コスチューム&コースガイド』 - メディアファクトリーより2005年12月発売。ISBN 978-4-8401-1460-8
- 『スカッとゴルフ パンヤ 6thアニバーサリービジュアルブック』 - アスキー・メディアワークスより2010年11月発売。 ISBN 978-4-04-870061-0

### 海外版のメディアミックス
韓国
ドラムキャット（音楽バンド） - 韓国の女性ミュージシャンとのコラボレーション。
マリンブルース（キャラクター） - マリンブルースのマスコットやアズテック、クラブセットが販売された。
タイ
ビバリーヒルズ・チワワ（映画） - チワワの絵柄を模したアズテックが発売された。